# Matériau main gauche
Pour les articles homonymes, voir matériau (homonymie).

Illustration d'une onde électromagnétique dans un tel matériau

Les matériaux main gauche (référence à la règle de la main gauche en électromagnétisme) sont des matériaux artificiels qui possèdent des propriétés électromagnétiques n'existant pas dans la nature. On les appelle aussi des matériaux à indice de réfraction négatif. Ils sont définis comme possédant une permittivité diélectrique relative {\displaystyle \epsilon _{r}} et une perméabilité magnétique {\displaystyle \mu _{r}} négatifs.
Dans tout matériau, ces deux paramètres sont en réalité supérieurs ou égaux à 1. Néanmoins il est possible de construire un assemblage de structures dont les propriétés {\displaystyle \epsilon _{r}} et {\displaystyle \mu _{r}} effectives (ou seulement l'un des deux), dans une certaine plage de fréquence, seront négatives,. Les matériaux main gauche sont ainsi un cas particulier de métamatériaux.

## Définition et aspects calculatoires
Le terme « matériaux main gauche » a été inventé par le théoricien russe V. G. Veselago en 1968 : il publie un article qui pose de façon analytique la propagation d'une onde électromagnétique dans un milieu dont la permittivité diélectrique relative {\displaystyle \epsilon _{r}} et la perméabilité magnétique {\displaystyle \mu _{r}} seraient tous deux négatifs. Dans un matériau où un seul de ces termes est négatif, l'indice serait imaginaire, ainsi les ondes n'existeraient que sous forme évanescente.
Ainsi la position géométrique des champs électrostatique et magnétique par rapport au vecteur d'onde, c'est-à-dire au sens de propagation de l'onde, est inversée, suivant une règle de la main gauche au lieu de la règle de la main droite habituelle en électromagnétique.
À partir des équations de Maxwell, on peut poser pour tout matériau :

{\displaystyle \operatorname {\overrightarrow {rot}} {\vec {E}}=-{\frac {1}{c}}{\frac {\partial {\vec {B}}}{\partial t}}}

{\displaystyle \operatorname {\overrightarrow {rot}} {\vec {H}}={\frac {1}{c}}{\frac {\partial {\vec {H}}}{\partial t}}}
avec {\displaystyle {\vec {B}}=\mu {\vec {H}}} et {\displaystyle {\vec {D}}=\epsilon {\vec {E}}}
Pour un matériau isotrope la solution élémentaire est une onde, progressive, sinusoïdale, de fréquence angulaire {\displaystyle \omega }, {\displaystyle {\vec {p}}} étant le vecteur position :

{\displaystyle {\vec {k}}=\omega {\sqrt {\epsilon \mu }}{\vec {u}}_{1}}

{\displaystyle {\vec {B}}=B_{0}e^{i\left({\vec {k}}\cdot {\vec {p}}-\omega t\right)}{\vec {u}}_{2}}

{\displaystyle {\vec {E}}={\frac {B_{0}}{\sqrt {\epsilon \mu }}}e^{i\left({\vec {k}}\cdot {\vec {p}}-\omega t\right)}{\vec {u}}_{3}}

Dans un matériau habituel, les vecteurs unitaires {\displaystyle {\vec {u}}_{1},{\vec {u}}_{2},{\vec {u}}_{3}} forment une base directe. La célérité de l'onde est c, avec {\displaystyle c^{-1}={\sqrt {\epsilon \mu }}}.
Le matériau main gauche se définit ici, formellement, comme étant celui qui présente une permittivité et une perméabilité négative, faisant de {\displaystyle {\vec {u}}_{1},{\vec {u}}_{2},{\vec {u}}_{3}} une base indirecte.
La généralisation à un matériau pouvant être anisotrope s'obtient en posant matrice formée par les composantes (sur une base direct) des vecteurs E, B et k :
{\displaystyle G=\left({\begin{matrix}E_{x}&E_{y}&E_{z}\\B_{x}&B_{y}&B_{k}\\k_{x}&k_{y}&k_{z}\end{matrix}}\right)}
Le déterminant de G est positif dans un matériau main droite, négatif dans un matériau main gauche. 

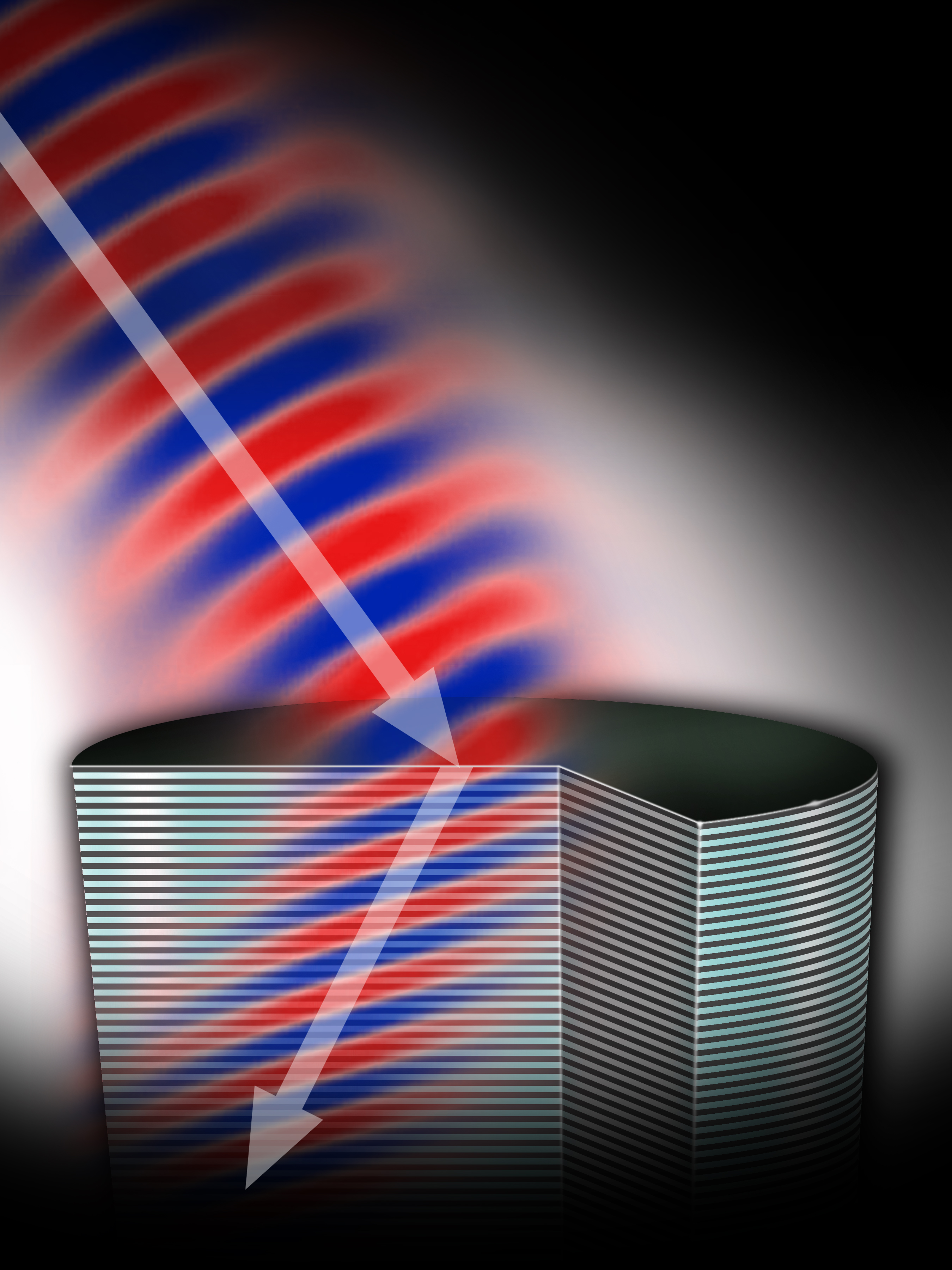
illustration de la réfraction à rebrousse-poil

L'indice de réfraction se définit par :
{\displaystyle n^{2}=\epsilon _{r}\mu _{r}}
Mathématiquement, il peut donc être positif ou négatif. Néanmoins, dans un (méta)matériau donc ε et μ sont négatifs, le choix d'une valeur négative de n s'impose, afin que la partie imaginaire de n soit positive, ce qui correspond à une atténuation de l'onde au cours de sa propagation. Avec un n positif, la partie imaginaire serait négative et l'onde serait amplifiée au cours de sa propagation, ce qui est physiquement impossible (création d'énergie). Ainsi, n s'écrit :
{\displaystyle n=-{\sqrt {\epsilon _{r}\mu _{r}}}\times \left(1-{\frac {i}{2}}\left({\frac {\epsilon _{i}}{\left|\epsilon _{r}\right|}}+{\frac {\mu _{i}}{\left|\mu _{r}\right|}}\right)\right)}
L'indice de réfraction négatif a pour conséquence, conformément aux lois de Snell-Descartes, que la réfraction se passe dans la direction opposée à celle d'un matériau usuel : les rayons lumineux incident et transmis se trouvent dans le même demi-plan par rapport à la normale. Ce résultat a été vérifié expérimentalement pour la première fois en 2003.
D'autres phénomènes, comme l'effet Doppler ou l'effet Vavilov-Tcherenkov, sont eux aussi inversés par rapport aux matériaux usuels. Une autre propriété remarquable des matériaux main gauche est leur vecteur de Poynting : l'énergie se propage dans la direction opposée à la vitesse de phase!

## Approche en ligne de transmission
Ce tableau compare la propagation d'une onde dans un matériau main gauche avec celle d'un matériau classique, dans une approche de ligne de transmission. C'est une approche très simpliste, car elle suppose que le matériau serait "main gauche" sur une large gamme de fréquence. En réalité, les conditions {\displaystyle \epsilon _{r}<0} et {\displaystyle \mu _{r}<0} ne se rencontrent que sur une plage étroite de fréquence, et les termes ne sont pas constant
Une ligne classique est un milieu continu, par exemple un câble coaxial, et son modèle électrique infinitésimal est une abstraction d'un segment arbitrairement court. Une ligne main gauche est réellement discrète dans sa constitution, les capacités et les inductances du circuit sont physiquement identifiables.
|                                                                                             | Ligne main droite ("classique") | Ligne main gauche | Remarques                                           |
| ------------------------------------------------------------------------------------------- | --- | --- | --------------------------------------------------- |
| Schéma équivalent infinitésimal                                                             | | | Représenté sans pertes.                             |
| Équations des télégraphistes                                                                | Formulation croisée : {\displaystyle {\frac {\partial U}{\partial x}}(x,t)=-L{\frac {\partial I}{\partial t}}(x,t)} {\displaystyle {\frac {\partial I}{\partial x}}(x,t)=-C{\frac {\partial U}{\partial t}}(x,t)} Formulation séparée (en complexe) : {\displaystyle {\frac {\partial ^{2}U}{\partial x^{2}}}(x,t)=-\omega ^{2}LCV(x,t)} {\displaystyle {\frac {\partial ^{2}I}{\partial x^{2}}}(x,t)=-\omega ^{2}LCV(x,t)} | Formulation croisée : {\displaystyle {\begin{aligned}V(&x,t)-V(x+dx,t)\\&-\int {I(x,t)dx}=0\end{aligned}}} {\displaystyle {\begin{aligned}I(&x,t)-I(x+dx,t)\\&-\int {V(x+dx,t)dx}=0\end{aligned}}} Formulation séparée (en complexe) : {\displaystyle {\frac {\partial ^{2}V}{\partial t^{2}}}={\frac {1}{-\omega ^{2}LC}}V} {\displaystyle {\frac {\partial ^{2}I}{\partial t^{2}}}={\frac {1}{-\omega ^{2}LC}}I} | Sans pertes. L et C exprimés par unité de longueur. |
| Relation entre fréquence et nombre d'onde                                                   | {\displaystyle \beta =\omega {\sqrt {LC}}} | {\displaystyle \beta ={\frac {-1}{\omega {\sqrt {LC}}}}} |                                                     |
| Vitesse de groupe : {\displaystyle v_{g}={\frac {\mathrm {d} \omega }{\mathrm {d} \beta }}} | {\displaystyle {\frac {1}{\sqrt {LC}}}} | |                                                     |
| Vitesse de phase : {\displaystyle v_{\phi }={\frac {\omega }{\beta }}}                      | {\displaystyle {\frac {1}{\sqrt {LC}}}} | |                                                     |

## Types de structures
|                            |
| Principe du résonateur SRR |

|                                                  |
| Assemblage de résonnateurs sur circuits imprimés |

### résonateurs en anneau fendu
Les résonateurs en anneau fendu ((en) split ring resonateurs, abrégé SRR) sont des structures formées typiquement de deux pistes conductrices circulaires concentriques, ouvertes en deux points opposés, comme illustré ci-dessus. Lorsqu'un grand nombre SRR, petits devant la longueur d'onde d'intérêt, sont soumis à un champ magnétique alternatif dans la direction normale, un courant induit se manifeste sur les anneaux. Il ne peut boucler à cause de l'ouverture, ainsi une accumulation de charge se produit de part et d'autre de l'ouverture. Un équilibre dynamique s'établit entre l'induction et l'effet de cette accumulation de charge.